# رومانوس پطروسیان
رومانوس وانیچکایی پطروسیان (Ռոմանոս Վանիչկայի Պետրոսյան؛ زادهٔ ۲۶ اوت ۱۹۷۹) یک سیاستمدار و زمین‌شناس اهل ارمنستان است که از تاریخ ۹ دسامبر ۲۰۲۱ تا کنون ریاست خدمات نظارت دولتی جمهوری ارمنستان را برعهده دارد. وی پیشتر از تاریخ ۳۰ ژوئیه ۲۰۲۰ تا ۹ دسامبر ۲۰۲۱ در دولت دوم نیکول پاشینیان و دولت سوم نیکول پاشینیان سمت وزارت محیط زیست ارمنستان را برعهده داشت.

## زندگی‌نامه
در ۲۶ اوت ۱۹۷۹ در شهرستان شامشادیان (استان تاووش) به دنیا آمد و از دانشکده جغرافیایی و زمین‌شناسی دانشگاه دولتی ایروان فارغ‌التحصیل شد. 